# Battaglia della Guazzera
La battaglia della Guazzera (conosciuta anche come battaglia del Guassa o del Guazza o della Quassa) deve il nome al torrente che attualmente segna il confine tra i territori dei comuni di Ranco e di Ispra (VA).
Combattuta nel 1276 tra i Torriani e i Visconti, fu una delle tante battaglie tra queste due fazioni durante la guerra civile che sconvolse il milanese dopo l'elezione alla cattedra arcivescovile di Ottone Visconti (per un inquadramento generale del conflitto tra le fazioni del Comune di Milano si veda anche Battaglia di Desio).
Tra i comuni di Ranco e Ispra, in una zona prevalentemente segnata da rilievi ed alture che tendono a innalzarsi verso occidente per poi precipitare a picco nel lago Maggiore, si apre quasi inaspettata una vasta pianura di origine fluvio-glaciale, attraversata da un fiumiciattolo che nel tempo ha cambiato parecchi nomi: oggi è noto come canale Acqua Nera, ma nel Medioevo era chiamato Guazzera.
"Guazzera" deriva da "guazzo", sostantivo attestato anche in Dante Alighieri, che rende l'idea di un terreno fangoso, tanto da essere considerato quasi una palude. Nella lingua parlata, per l'influenza del dialetto, "Guazzera" fa presto a divenire "Guassera"; successivamente, mentre il significato originale va perdendosi, il nome si trasforma nei documenti ufficiali in "Quassera" o "Quassa", termine che con il fango originale ha ben poco a che spartire. Nonostante sia stata antropizzata, l'area mantiene ancora gran parte delle sue caratteristiche di zona umida, tanto che le locali amministrazioni comunali hanno istituito il Parco Locale del Golfo della Quassa: così non è difficile immaginare come fossero le condizioni del terreno al tempo della battaglia.

## La battaglia
La battaglia va inquadrata nell'ambito dei tentativi fatti dalle truppe dei banditi Visconti per forzare il confine occidentale del territorio milanese. I Visconti avevano raccolto alleati nel piemontese, da Ivrea, Vercelli, Biella, Novara, e con queste forze puntavano a varcare il Ticino per raggiungere Milano. L'arcivescovo Ottone affidò il comando delle sue forze al conte Goffredo di Langosco, che raggiunse il campo visconteo accompagnato da un cospicuo contingente di cavalieri di Pavia. La conquista della rocca di Angera, in questo senso, aveva rappresentato per i Visconti un grande passo in avanti. Per questo i Torriani inviarono subito un contingente di 500 cavalieri corazzati tedeschi per assediare la rocca. Guidava l'assedio Cassone Della Torre, figlio di Napo, signore di Milano.
Da Arona - cioè dalla sponda piemontese del Lago, pienamente sotto il controllo dei Visconti - il capitano Goffredo di Langosco sbarcò allora sulle sponde lombarde più a Nord, nella zona del Seprio, da dove mosse per sorprendere Cassone Della Torre e liberare Angera dall'assedio. L'accampamento torriano si trovava nella piana del Guazza.
L'attacco a sorpresa funzionò: i lancieri dell'alleanza ribelle riuscirono ad attaccare il contingente di cavalieri imperiali prima che questi potessero riorganizzarsi in una carica che sicuramente sarebbe stata micidiale. Cassone Della Torre vide le sue truppe sbaragliarsi sotto l'attacco visconteo. Si accorse però di un particolare che l'impetuoso capitano Goffredo aveva invece trascurato: il nemico era scoperto. Il suo contingente si stava assottigliando, perdendo compattezza, a mano a mano che procedeva nell'inseguimento della cavalleria teutonica, e non c'era nessuna coorte che gli proteggesse le spalle ed i fianchi. Per Cassone si trattava di resistere solo per poco: suo padre Napo, infatti, stava sopraggiungendo con rinforzi milanesi da Sud. Goffredo di Langosco non l'aveva previsto.
Probabilmente un errore di valutazione così grossolano in un veterano come il Conte di Langosco si spiega con una sopravvalutazione della propria esperienza e, al contempo, con una grave sottostima della "nuova" arma micidiale a disposizione dei Torriani: il contingente dei Cavalieri Teutonici. Le truppe dei Visconti, accerchiate dal nemico e letteralmente imprigionate negli acquitrini della piana del Guazza, furono massacrate.
Tebaldo Visconti, nipote dell'Arcivescovo Ottone, venne catturato insieme ad altri 34 nobili ufficiali. I superstiti fuggirono, lasciando Angera e persino Arona nelle mani dei Torriani. I prigionieri vennero condotti a Gallarate, importante centro sulla strada per Milano, e lì sottoposti a processo con l'accusa di alto tradimento: vennero riconosciuti colpevoli e condannati a morte con sentenza ad effetto immediato. Tutti i 35 prigionieri vennero giustiziati e le loro teste esposte sulle mura della città. Sulla sorte del Conte Goffredo, invece, le fonti sono divise: per alcuni fu anch'egli giustiziato con gli altri prigionieri, per altri invece fu ucciso direttamente sul campo di battaglia, appena catturato (addirittura sarebbe stato trafitto da un colpo di lancia da Napo Della Torre in persona che gli avrebbe lasciato giusto il tempo di dire il proprio nome).

## Le conseguenze fino alla Battaglia di Desio
Fu una grave sconfitta per i Visconti, ma in realtà l'efferatezza dell'episodio contribuì a volgere l'opinione pubblica contro i Torriani.
Il Seprio fu riconquistato dai Torriani in capo a pochi giorni, e così i ribelli Visconti furono costretti a spostare ancora più a Nord il punto da cui muovere l'attacco contro il territorio milanese. Per questo la nuova base ribelle fu spostata in Canton Ticino, a Giornico, dove i Visconti riorganizzarono le proprie forze. Fu da lì e dalla vicina Locarno che i ribelli tentarono di riconquistare Arona, questa volta attaccandola dal lago con una flotta capitanata da Simone Orello (divenuto famoso tra i Milanesi col nome di Simone da Locarno), che riuscì a forzare il blocco torriano nella Battaglia di Germignaga. Negli scontri terrestri i milanesi sembravano invece imbattibili e Arona rimase in mano ai Torriani, costringendo i Visconti a ripiegare definitivamente sull'attacco da nord. Il nuovo fronte si spostò a Como, da dove partì l'ultima grande offensiva ribelle, che culminò nella vittoria della Battaglia di Desio.

### Fonti
- Fratris Stephanardi de Vicomercato, Liber de Rebus Gestis in Civitate Mediolani, ed. G. Calligaris, in RISS, n.e. IX,1, Città di Castello 1912
- Galvanei Flammae, Manipulus Florum, ed. L. Muratori, in RISS, XI, Milano 1727, coll. 703s.
- Annales Placentini Gibellini, ed. P. Jaffè, in MGH, SS,XVIII, Hannoverae 1863, pp. 564s.
- A.S.M., Fondo religione p. a., cart. 170

### Opere Storiografiche
- P. Giovio, Le vite de i dodici Visconti e di Sforza prencipi di Milano, Vinegia 1558
- T. Calchus, Mediolanensis historiae patriae libri viginti, Mediolani 1627
- B. Corio, Historia di Milano, Padova 1646
- Giorgio Giulini, Memorie spettanti alla storia, al governo ed alla descrizione della città, e della campagna di Milano ne’ secoli bassi, VIII, Milano, Giambattista Bianchi, 1760,  pp. 292-293.
- P. Verri, Storia di Milano, I, Milano, 1783
- G. Vagliano, Sommario delle vite ed azioni degli arcivescovi di Milano da San Barnaba sino al governo presente, Milano 1715
- G. Franceschini, La vita sociale e politica nel Duecento, in Storia di Milano,IV, Milano 1954, pp. 115-392
- E. Cattaneo, Ottone Visconti Arcivescovo di Milano,in Contributi all'Istituto di Storia Medievale, I, Milano 1968 (Scienze storiche, 10), pp. 129-165
- A. Bosisio, Storia di Milano, Milano 1978